# (21528) Chrisfaust
(21528) Chrisfaust (1998 MU33) – planetoida z grupy pasa głównego asteroid okrążająca Słońce w ciągu 3,78 lat w średniej odległości 2,42 j.a. Odkryta 24 czerwca 1998 roku.